# Bothriomyrmex salsurae
Bothriomyrmex salsurae é uma espécie de inseto do gênero Bothriomyrmex, pertencente à família Formicidae.